# Wereldbeker big air 2005/2006
De wereldbeker big air in het seizoen 2005/2006 bestond uit vijf wedstrijden. In tegenstelling tot de andere onderdelen bij het snowboarden deden uitsluitend de mannen in wereldbekervorm aan big air. Met de seizoensstart in Rotterdam werd de derde wereldbekerwedstrijd in Nederland gehouden, na twee keer de parallelslalom in Landgraaf. De Fin Risto Mattila won de wedstrijd en werd zesde in het totaalklassement. De overwinning ging naar de Oostenrijker Stefan Gimpl, die de tweede wedstrijd in Klagenfurt in zijn eigen land op zijn naam wist te schrijven. De Belg Christophe Reynders eindigde op een verdienstelijke 13e plaats in het klassement.

## Wedstrijden
| Nr | Locatie         | Land | Winnaar        | Land |
| -- | --------------- | ---- | -------------- | ---- |
| 1  | Rotterdam       | NED  | Risto Mattila  | FIN  |
| 2  | Klagenfurt      | AUT  | Stefan Gimpl   | AUT  |
| 3  | Winterberg      | GER  | Matevz Petek   | SLO  |
| 4  | Milaan          | ITA  | Matevz Petek   | SLO  |
| 5  | Sint-Petersburg | RUS  | Sami Saarenpaa | FIN  |

## Eindklassement
| Nr     | Naam                | Land | Punten |
| ------ | ------------------- | ---- | ------ |
| Goud   | Stefan Gimpl        | AUT  | 3100   |
| Zilver | Ville Uotila        | FIN  | 2820   |
| Brons  | Matevz Petek        | SLO  | 2610   |
| 4      | Florian Mausser     | AUT  | 1690   |
| 5      | Jaakko Ruha         | FIN  | 1440   |
| 6      | Risto Mattila       | FIN  | 1360   |
| 7      | Pekka Ruokanen      | FIN  | 1300   |
| 8      | Janne Korpi         | FIN  | 1260   |
| 9      | Benedikt Nadig      | SUI  | 1190   |
| 10     | Juho Manninen       | FIN  | 1090   |
| 11     | Sami Saarenpaa      | FIN  | 1060   |
| 12     | Stephan Maurer      | SUI  | 1020   |
| 13     | Christophe Reynders | BEL  | 1010   |
| 13     | Domen Bizjak        | SLO  | 1010   |
| 15     | Cedric Schumacher   | SUI  | 830    |
| 16     | Gianluca Buvoli     | SUI  | 733    |
| 17     | Mario Käppli        | SUI  | 690    |
| 18     | Thomas Franc        | SUI  | 650    |
| 19     | Stefan Gasser       | SUI  | 602    |
| 20     | Matti Kinnunen      | FIN  | 600    |
| 27     | Sjors Massar        | NED  | 420    |
| 30     | Joy Geenen          | NED  | 380    |
| 35     | David Mol           | NED  | 340    |
| 38     | Tobias Aalderink    | NED  | 200    |
| 44     | Philippe Declercq   | BEL  | 129    |
| 58     | Richard de Ruiter   | NED  | 60     |
| 68     | Dolf van der Wal    | NED  | 24     |
| 74     | Jody Koenders       | NED  | 19     |